# Ембер Раффін
Ембер Мілдред Раффін (нар. 9 січня 1979) — американська комедійна акторка. Вона веде власне вечірнє ток-шоу під назвою «Шоу Ембер Раффін» на NBC і Peacock. З 2014 року вона є сценаристка фільму «Пізня ніч із Сетом Маєрсом». Коли вона приєдналася до шоу, вона стала першою чорношкірою жінкою, яка писала для нічного мережевого ток-шоу в Сполучених Штатах.
У січні 2021 року вона разом зі своєю сестрою Лейсі Ламар написала книгу під назвою «Ти ніколи не повіриш, що сталося з Лейсі: божевільні історії про расизм», яка увійшла до списку бестселерів New York Times. Вони випустили другу книгу, «Книгу світових рекордів расистських історій», у 2022 році. У 2022 році Раффін та її партнерка по сценарію Дженні Хейґел заснували свою продюсерську компанію Straight to Cards відповідно до загальної угоди з Universal Television.
У 2021 році увійшла до рейтингу журналу Time «100 найвпливовіших людей нового покоління».

## Раннє життя
Раффін народилась в місті Омаха, штат Небраска. Вона закінчила середню школу в 1996 році Раффін — молодший із п'яти дітей. У дитинстві Раффін навчився говорити точно англійською, щоб спілкуватися з глухим сусідом.

## Кар'єра
16 січня 2020 року було оголошено, що Раффін вестиме власне нічне ток-шоу на потоковому сервісі NBC Peacock під назвою «Шоу Ембер Раффін». Прем'єра серіалу відбулася 25 вересня 2020 року. Шоу відходить від типової пізньонічної структури, відмовляючись від гостей і зосереджуючись замість цього на тематичних замальовках. У 2021 році шоу було номіновано на премію Гільдії сценаристів Америки в категорії «Серіали комедійних/вар'єте-скетчів». Шоу також було номіновано як «Кращий сценарій» для естрадного серіалу на 73-й церемонії вручення нагород «Еммі» в прайм-тайм.
У лютому 2021 року було оголошено, що Раффін разом із Меттью Лопесом стане співавтором сценарію бродвейської музичної адаптації Some Like It Hot.
У вересні 2022 року стало відомо, що Раффін буде озвучувати Purple, нового представника M&M's.

## Особисте життя
Раффін була одружена з голландським художником Яном Шилтмайєром з 2010 року до їхнього розлучення у 2023 році. В останній день Місяця гордості 2024 року вона повідомила, що є квіром в Instagram, виставивши свою фотографію у футболці з написом «QUEER».

## Фільмографія
- 2010: Ox Tales — Voice actor (2nd English dub)
- 2012: RobotDown (TV Series) — Producer, Writer (5 episodes), Actor in various parts (6 episodes)
- 2012: Key &amp; Peele (TV Series) — Party Wife (1 episode: Episode #2.9)
- 2012—2013: Animation Domination High-Def (TV Series short) — various, Misty (voice) (3 episodes)
- 2014: Wish It Inc. (TV Series) — Shari (12 episodes)
- 2014: 66th Primetime Emmy Awards (TV Special) — Written By
- 2014–present: Late Night with Seth Meyers (TV series) — written by (175+ episodes)
- 2015: Above Average Presents (TV Series) — Nurse (1 episode: «Unique Hospital: The Surgery Results»)
- 2017—2018: Detroiters (TV series) — Written By (3 episodes); Molly (2 episodes)
- 2018: 75th Golden Globe Awards (TV Special) — Writer
- 2019: Tuca &amp; Bertie (TV series) — Dakota (voice) (1 episode: «The New Bird»)
- 2019: Drunk History (TV series) — Barbara Cooke (1 episode: «Legacies»)
- 2019: You're Not a Monster (TV Series) — Mermaid / Gremlin (2 episodes)
- 2019: 76th Golden Globe Awards (TV Special) — Writer
- 2019: A Black Lady Sketch Show (TV Series) — Writer (6 episodes)
- 2020: Escape from Virtual Island (Audible Original — Audio Comedy) (TV Series) — Faith (voice) (11 episodes)
- 2020: Village Gazette (TV Movie) — Executive producer, Writer, Actress
- 2020–present: The Amber Ruffin Show — Host, Writer
- 2022: Would I Lie to You? (US) (TV Series) — Herself (1 episode: «Babysitting Lemurs»)
- 2022: Girls5eva — T.K. (1 episode)
- 2022: Gutsy — Herself (Episode TBA)